# Mediterrane Fruchtwanze

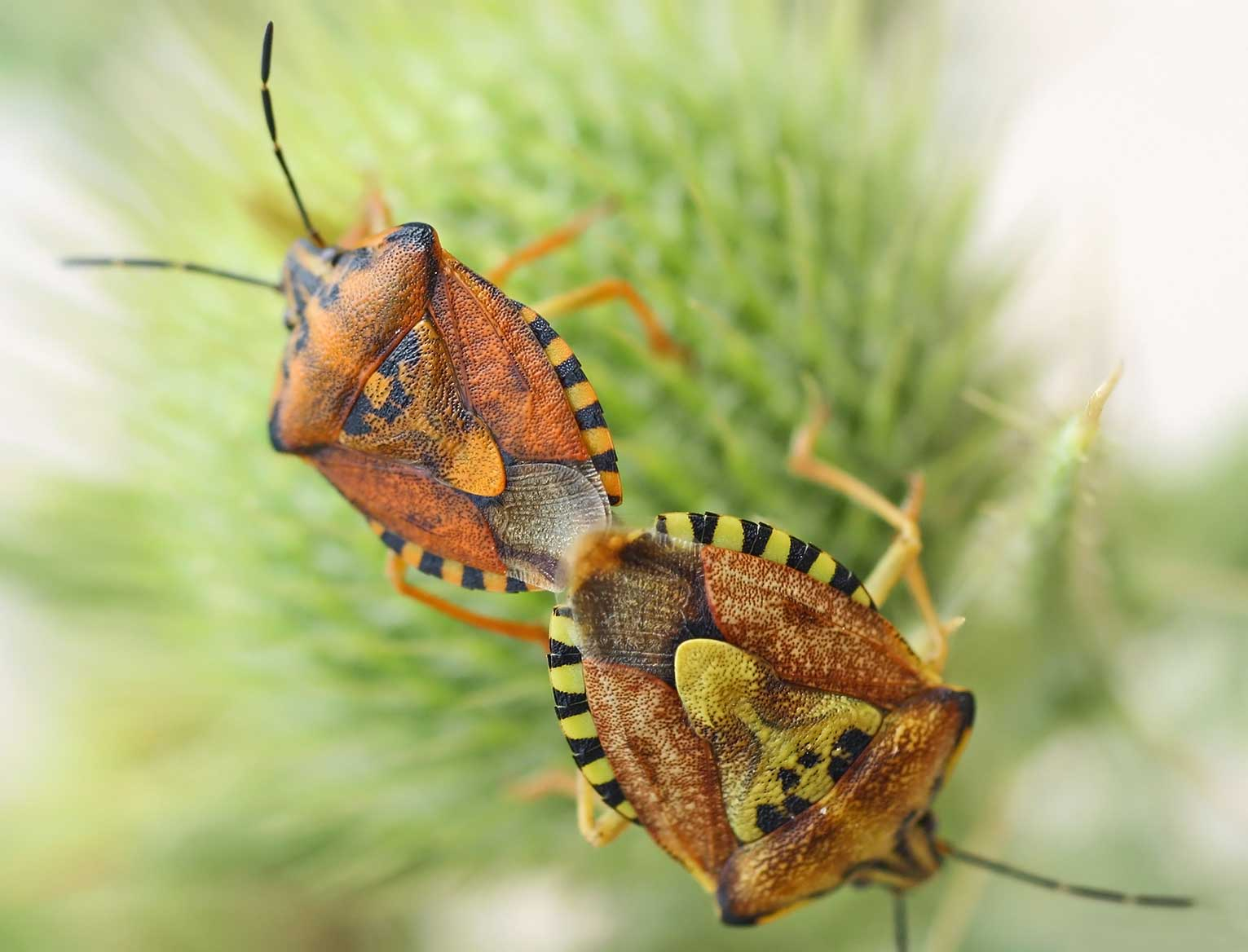
Ein Männchen und ein Weibchen bei der Paarung

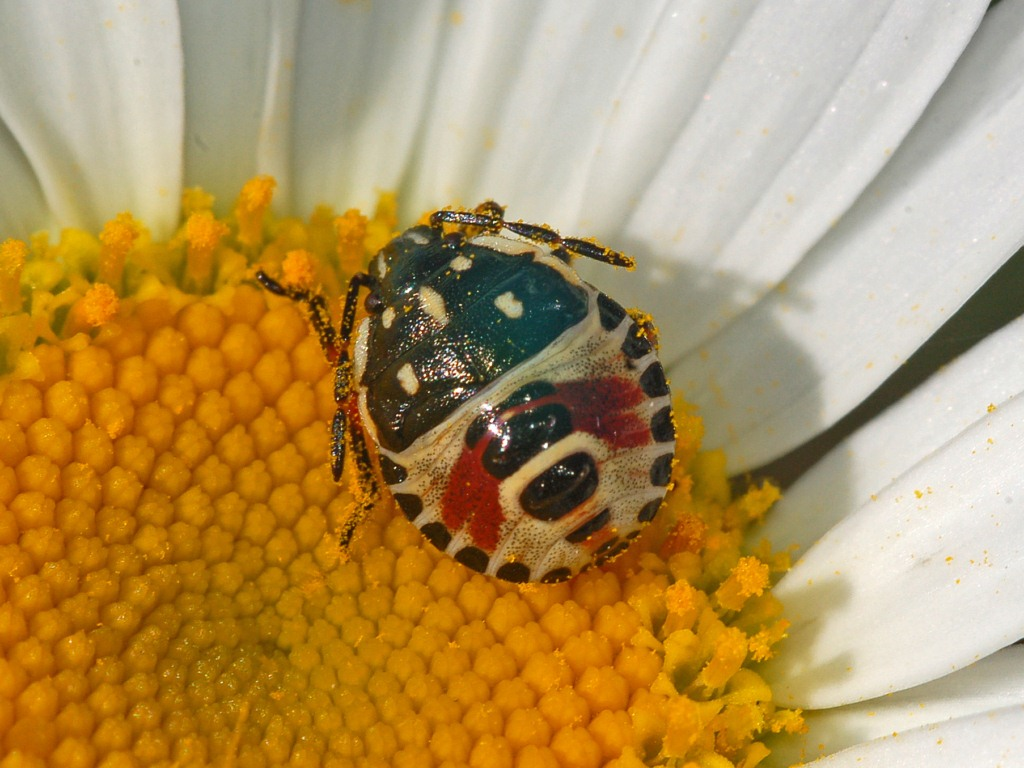
Nymphe der Art

Die Mediterrane Fruchtwanze (Carpocoris pudicus), auch Südliche Fruchtwanze und Südliche Baumwanze genannt, genannt, ist eine Wanze aus der Familie der Baumwanzen (Pentatomidae).

## Merkmale
Die Körperlänge beträgt 11–14, meist 11–13 mm. Die Färbung ist wie bei der ähnlichen Purpur-Fruchtwanze (Carpocoris purpureipennis) sehr variabel. Die Grundfarbe ist bräunlich bis kräftig rotbraun bis rotorange. Die Ecken des Halsschildes sind leicht nach hinten gekrümmt, abgerundet und an den äußeren Schulterpartien schwarz gefärbt. Das leicht konvexe Scutellum weist eine Stufe auf, besitzt eine hellbraune Spitze und ist nicht eingekerbt. Das Connexivum (die Seiten des Hinterleibs) ist beige-dunkelbraun gemustert und wirkt dadurch hell-dunkel geringelt. Das erste Fühlerglied ist braun, während die drei äußeren schwarz gefärbt sind. Die Beine sind rötlich-orange bis rot gefärbt. Das Abdomen ist gewöhnlich schmaler oder hat die gleiche Breite wie das Pronotum. Die Seitenbegrenzung des Scutellums weist eine deutliche Einkerbung hinter der Mitte auf. Der Kopf jedes Paramers (Teil des männlichen Geschlechtsapparates) weist einen einzelnen Zahn auf (wie bei der Schwarzgliedrigen Fruchtwanze Carpocoris melanocerus im Vergleich zu den übrigen drei Arten der europäischen Westhälfte).

### Ähnliche Arten
Eine Unterscheidung von der Schwesterart Purpur-Fruchtwanze (Carpocoris purpureipennis) ist nur anhand der Genitalstrukturen möglich. In manchen Fällen wird dargestellt, die Purpur-Fruchtwanze habe keine orangen Beine und die Basis des Scutellums weise keine schwarzen Flecken auf. Auch die Nördliche Fruchtwanze (Carpocoris fuscispinnus) ist sehr ähnlich, bei ihr sind jedoch u. a. die Schulterspitzen deutlich spitzer zulaufend, was auch als weit überstehende Halsschildecken bezeichnet wird. Zudem sind die Beine niemals orange gefärbt. Die Basis des Scutellums und das Connexivum weisen jedoch schwarze Flecken auf. Von der Mediterranen Purpur-Fruchtwanze (Carpocoris mediterraneus) (in Deutschland mit dem Nominotypischen Taxon C. mediterraneus mediterraneus auch in Ostbayern sowie im Südosten Österreichs) unterscheidet sich die Art dadurch, dass bei C. mediterraneus das Abdomen immer so breit wie das Pronotum ist und die Schulterspitzen bei C. mediterraneus ebenfalls spitzer sind. Zudem ist der postmediane Bereich des Scutellumrandes nicht eingekerbt. Allerdings sind die Beine bei C. mediterraneus orange gefärbt und die Basis des Scutellums weist schwarze Flecken auf.
Fotovergleich von C. fuscispinus, C. pudicus, C. purpureipennis und C. mediterraneus auf Naturspaziergang von Andreas Haselböck

Link zum Bild

## Verbreitung und Lebensraum
Die Art ist vor allem in Südeuropa, aber auch in Mitteleuropa verbreitet. Sie findet sich vom Osten der Iberischen Halbinsel inklusive Mallorca über die Südhälfte Frankreichs inklusive Korsika bis nach Mitteleuropa im Norden. Hier lebt die Art in den Wärmegebieten Deutschlands, in der Schweiz, in Österreich, Tschechien, der Slowakei, Ungarn und im Süden Rumäniens. Weiter südlich lebt die Art in Italien außer Sardinien und Sizilien, Slowenien, Kroatien, Bosnien und Herzegowina, Serbien, Bulgarien, Montenegro, Albanien, Nordmakedonien, im Kosovo, in Griechenland (mindestens auf den Ionischen Inseln, vermutlich weiter verbreitet) und der Türkei. Östlich reicht das Verbreitungsgebiet bis in die Oblast Wolgograd, den Kaukasus und den Iran. Auch im Nahen Osten und in Ägypten ist die Art zu finden.
In Deutschland ist die Art nur in Baden-Württemberg, Bayern, Rheinland-Pfalz, Hessen und Sachsen zu finden, breitet sich aber in Folge der globalen Erwärmung weiter nach Norden aus. Zuverlässige Angaben zur Verbreitung sind schwierig, da es häufig zu Verwechslungen mit der Purpur-Fruchtwanze kommt. Bis weit ins 20. Jahrhundert hinein waren die beiden Arten nicht voneinander zu trennen.
Die Art bewohnt trocken-warme (xerotherme), sonnenexponierte Lebensräume und findet sich hier auf Wiesen, an Wegrändern und Gebüschsäumen. Dabei werden Regionen mit sandigen oder steinigen Böden bevorzugt.

## Lebensweise
Die Art überwintert als Imago und paart sich im Frühjahr, sodass die Nymphe vom Frühsommer bis zum Frühherbst gefunden werden kann. Adulte Tiere findet man ab Juli. Die Art saugt an Samen verschiedener Pflanzen (Doldenblütler, Korbblütler und Süßgräser), ernährt sich also von Pflanzensäften. Nymphen und Adulte sind daher auf Blüten und Fruchtständen anzutreffen.

## Gefährdung
Insgesamt ist die Art nicht gefährdet. In Deutschland ist sie jedoch in vielen Regionen selten oder fehlt ganz. Sie wird nur in den südlichen Landesteilen gefunden (nordwärts mindestens bis ins Rhein-Main-Gebiet und die Wärmeinseln Sachsens).